# Platynectes magellanicus
Platynectes magellanicus är en skalbaggsart som först beskrevs av Babington 1841.  Platynectes magellanicus ingår i släktet Platynectes och familjen dykare. Inga underarter finns listade i Catalogue of Life.